# Corcovado
Corcovado (pronunție în portugheză [coɾcoˈvadu], „ghebos”) este un munte care domină orașul Rio de Janeiro, Brazilia. Pe culmea lui se află o statuie gigantică a lui Iisus Hristos, Cristos Mântuitorul.
De aici se pot vedea Stadionul Maracanã, plajele Copacabana, Ipanema, Leblon, și cartierul Barra da Tijuca.